# Umweltbonus
Der Umweltbonus war ein staatliches Förderprogramm von Elektroautos und Plug-in-Hybriden in Deutschland, das eine finanzielle Prämie beim Kauf bot. Die Förderung konnte für Fahrzeuge beantragt werden, die zwischen dem 18. Mai 2016 und dem 17. Dezember 2023 zugelassen wurden.

## Geschichte

### Umweltbonus (ab 2016)
Der Umweltbonus wurde 2016 als Prämie für die Neuanschaffung von Elektrofahrzeugen, aufladbaren Hybridelektrokraftfahrzeugen und Wasserstoff-/Brennstoffzellenfahrzeugen zur Förderung der Elektromobilität von der deutschen Bundesregierung beschlossen. Mit der Abwicklung der Förderung wurde das Bundesamt für Wirtschaft und Ausfuhrkontrolle (BAFA) beauftragt.
Ziel dieser Kaufprämie ist laut der am 29. Juni 2016 veröffentlichten Förderrichtlinie der Bundesregierung, die schnelle Verbreitung elektrisch betriebener Fahrzeuge zu unterstützen (Marktaktivierung): „Dadurch wird ein nennenswerter Beitrag zur Reduzierung der Schadstoffbelastung der Luft bei gleichzeitiger Stärkung der Nachfrage nach umweltschonenden Elektrofahrzeugen um mindestens 300.000 Fahrzeuge geleistet.“
Den Umweltbonus können Privatpersonen, Unternehmen, Stiftungen, Körperschaften und Vereine beantragen. Es werden nur Kauf oder Leasing neuer Fahrzeuge gefördert, die ab dem 18. Mai 2016 erworben sowie (erst-)zugelassen wurden und mindestens sechs Monate auf den Antragsteller zugelassen bleiben. Das Modell muss sich auf einer vom Amt veröffentlichten Liste förderfähiger Fahrzeuge befinden. Auch Nutzfahrzeuge N1 und N2 werden gefördert.
Der Bund zahlt einen Anteil am Umweltbonus von 2000 Euro für ein Batterieelektrofahrzeug bzw. Brennstoffzellenfahrzeug und 1500 Euro für ein von außen aufladbares Hybridelektrofahrzeug. Der Hersteller des Fahrzeugs muss dem Käufer mindestens den gleichen Betrag als Nachlass gewähren, damit die Förderung bewilligt wird.
Für den Umweltbonus waren Bundesmittel von 600 Millionen Euro vorgesehen. Die Förderung sollte nach vollständiger Auszahlung oder Ende 2020 enden. Bis Januar 2017 wurden 10.835 Anträge gestellt, über 5000 Anträge kamen von Privatpersonen, 74 von kommunalen Betrieben oder Zweckverbänden.

### Anpassungen ab 2018
Mit der Umstellung auf den WLTP-Prüfzyklus nahm man zum 1. September 2018 viele Plug-in-Hybrid-Fahrzeuge von der Liste der Förderfähigen Fahrzeuge, bis eine erneute Prüfung die Förderfähigkeit bestätigt. Fahrzeuge dieser Art mit einer Zulassung nach dem 31. August 2018 sind nicht förderfähig, sie müssen mit einer Ausnahmegenehmigung des KBA versehen sein.
Da bis Ende Januar 2019 (Kabinett Merkel IV) erst 177,945 Millionen Euro abgerufen wurden – im Mai waren es erst 400 Mio. Euro von 1,2 Milliarden Euro im dafür vorgesehenen Fördertopf – verlängerte man die Förderung im Juni 2019 bis Ende Dezember 2020. Gefördert wird neu auch der Einbau akustischer Warnsignale in E-Autos (Acoustic Vehicle Alerting System – AVAS).
Im November 2019 wurde im Rahmen der Konzertierten Aktion Mobilität beschlossen, den Umweltbonus bis 2025 oder bis zum Erreichen einer ausgezahlten Summe von 2,09 Milliarden Euro zu verlängern. Der Umweltbonus stieg für rein elektrische Fahrzeuge von 4.000 auf 6.000 Euro und für Plug-In-Hybride von 3.000 auf 4.500 Euro bei einem maximalen Nettolistenpreis von 40.000 Euro. Über einem Nettolistenpreis von 40.000 bis maximal 65.000 Euro stieg der Umweltbonus für rein elektrische Fahrzeuge auf 5.000 Euro und für Plug-In-Hybride auf 3.750 Euro. Der Umweltbonus wurde weiterhin jeweils zur Hälfte von der Bundesregierung und von der Industrie finanziert. Die beihilferechtliche Prüfung durch die EU-Kommission wurde von der Bundesregierung erst am 20. Januar 2020 eingereicht. Dadurch verzögert sich die Erhöhung des Umweltbonus. Inzwischen gehen mehrere Hersteller wie Renault, Hyundai oder Kia mit der Zahlung des Umweltbonus in Vorleistung bzw. gleichen das durch einen erhöhten Herstelleranteil aus. Der Bonus wurde am 11. Februar 2020 von der EU gebilligt und wird rückwirkend für alle Käufe ab November 2019 berücksichtigt.

### Ergänzung durch Innovationsprämie 2020
Bedingt durch die COVID-19-Pandemie wurde am 3. Juni 2020 durch die Fraktionsspitzen beschlossen, den staatlichen Anteil am Umweltbonus für Elektrofahrzeuge als Innovationsprämie zu verdoppeln. Damit beträgt der staatliche Zuschuss für Elektrofahrzeuge „im bestehenden System“ zu einem Nettokaufpreis des Grundmodells von 40.000 Euro dann nicht mehr 3.000 Euro, sondern 6.000 Euro befristet bis zum 31. Dezember 2021. Die Prämie des Herstellers ändert sich nicht. Wird das Fahrzeug als Dienstwagen zugelassen, erhöht sich die Kaufpreisgrenze für batterieelektrische Fahrzeuge und Brennstoffzellenfahrzeuge von 40.000 Euro netto auf 60.000 Euro netto als Listenpreis des Basismodells für die Besteuerung mit 0,25 %. Eine mögliche Anwendung für Plug-in Hybridfahrzeuge wird noch diskutiert.
Die Bundesregierung hat im August 2020 beschlossen, dass neben dem Umweltbonus keine weitere Förderung von Bund, Land oder Kommunen stattfinden darf. Damit soll eine Überförderung verhindert werden. Im Oktober 2020 wurde bekannt, dass das Kumulationsverbot wieder aufgehoben werden soll und damit weitere Förderungen durch Land oder Kommune möglich werden. Die Förderrichtlinie wurde zum 16. November 2020 novelliert; seither kann der Umweltbonus mit weiteren Förderungen kombiniert werden.
Ab Erstzulassung im Jahr 2022 muss ein Plug-in-Hybrid, der über 50 g CO2/km liegt, 60 km elektrische Reichweite nachweisen, um eine Förderung zu erhalten, ab 2025 dann 80 km. Plug-In Hybride bis 50 g CO2/km im Normverbrauch brauchen für die Förderfähigkeit keine elektrische Mindestreichweite erfüllen.
Im November 2020 wurde im Rahmen der Konzertierten Aktion Mobilität vereinbart, dass die Laufzeit der Innovationsprämie über Ende 2021 hinaus bis zum 31. Dezember 2025 verlängert wird.
Somit würde die Erhöhung zum selben Zeitpunkt (Ende 2025) wie der Umweltbonus enden. Für die Verlängerung des Innovationsbonus werden 1 Milliarde Euro veranschlagt.
Im Juni 2021 wurde der Haushaltsrahmen für den Bundesanteil der Umweltprämie von der CDU/CSU-SPD-Koalition auf 4,09 Milliarden EUR erweitert.

### Änderungen durch die neue Regierung ab Oktober 2021
Schon in den Koalitionsverhandlungen zwischen SPD, Grünen und FDP stellte sich die Frage nach der künftigen Gestaltung des Umweltbonus. Eine Formulierung der Verlängerung der Verdoppelung des Bundesanteils (Innovationsprämie) um ein Jahr auf Ende 2022, danach jedoch eine Überarbeitung der Bedingungen und Abschmelzung der Förderungen, wurde entsprechend in den Koalitionsvertrag aufgenommen.
Am 23. Dezember 2021 verlautbarte das BAFA, dass es im Jahr 2021 mehr als 585.000 Anträge gegeben hat und mehr als 3 Milliarden Euro an Steuermitteln an Antragsteller ausgezahlt wurden.
Am 30. Dezember 2021 wurde die Verlängerung der Innovationsprämie bis Ende 2022 im Bundesanzeiger veröffentlicht, rückdatiert auf den 24. November 2021, das Datum der Veröffentlichung des Koalitionsvertrages.

### Vorzeitiges Ende 2023
Am 16. Dezember 2023 wurde bekannt, dass der Umweltbonus bereits am 17. Dezember enden wird. Nach der bisherigen Förderrichtlinie hätte der Umweltbonus erst Ende 2024 auslaufen sollen.

## Auszahlungen
Bis zum 16. Dezember 2023 wurden insgesamt etwa zehn Milliarden Euro für ungefähr 2,1 Millionen Fahrzeugkäufe ausgezahlt.

## Kritik
Als Kritik wurde im Jahr 2016 vorgebracht, dass die umweltfreundlicheren weil leichteren Leichtelektromobile (bspw. Fahrzeuge der Klassen L6e und L7e) sowie E-Bikes und Lastenfahrräder nicht gefördert werden. Nachdem die Flottenemissionen von PKW in der EU ohnehin begrenzt sind, und der Grenzwert die Autohersteller in der Praxis zum Absatz von E-Autos zwingt, unterstützt der Umweltbonus indirekt den Absatz von PKW mit hohem Kraftstoffverbrauch.
Die Liste der förderfähigen Elektrofahrzeuge umfasst auch größere Geländewagen (SUVs) vom Typ Plug-in-Hybrid. Dies führte zu einer derart gestiegenen Nachfrage, dass Geländewagenhersteller zu den Hauptprofiteuren des Umweltbonus gehörten und mit der Produktion kaum hinterherkamen. Die Klimawirkung von Plug-in-Hybriden wird in Studien kontrovers dargestellt.
Über zehn Prozent der Elektrofahrzeuge, für die in Deutschland der Umweltbonus beantragt wird, werden laut einer Studie des Center of Automotive Management nach Ablauf von sechs Monaten Zulassung ins Ausland verkauft. Da in einigen anderen Staaten der EU keine Förderprämien bestehen, können diese Fahrzeuge gewinnbringend dorthin verkauft werden.
Beim Ende des Umweltbonus am 17. Dezember 2023 wurde von Politikern und Verbänden kritisiert, dass der abrupte Stopp nur einen Tag vorher angekündigt wurde.

## Aktionen im Umfeld
Ein Beispiel für einen Umweltbonus im Verkehr ist die Staffelung von Steuern oder Gebühren je nach Schadstoffemission, diskutiert etwa bei der PKW-Maut in Deutschland, oder die Zahlung eines Ökobonus an LKW-Spediteure für die Nutzung von Meeresautobahnen.
Seit Anfang August 2017 bieten Automobilhersteller einen Umweltbonus für Dieselfahrzeuge mit Euro Abgasnorm 1–4. Die Altfahrzeuge werden verschrottet oder in Zahlung genommen, die Kosten für das neue Fahrzeug (Kauf, Finanzierung, Leasing) werden in Abhängigkeit vom Modell durch den Automobilhersteller finanziell gefördert.

## Umweltprämie
- Als Umweltprämie wurde die umstrittene Abwrackprämie im Jahr 2009 für die Verschrottung alter Autos bezeichnet.